# Schruns
Schruns is een gemeente in de Oostenrijkse deelstaat Vorarlberg, gelegen in het district Bludenz (BZ). De gemeente telt 3632 inwoners (1 januari 2014) en is de belangrijkste stad van het Montafon en zetel van het districtsgerecht. Ook heeft het een klein station dat het einde vormt van de zogenaamde Montafonerbahn die het plaatsje met Bludenz verbindt.

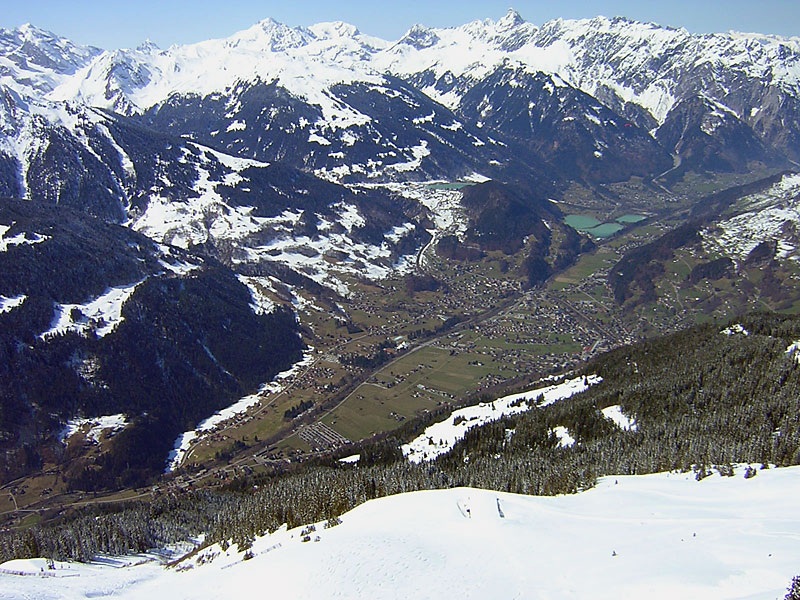
Schruns

## Geografie
Schruns ligt in Vorarlberg, de meest westelijke deelstaat van Oostenrijk. Het heeft een oppervlakte van 18,04 km² en ligt op 690 meter hoogte in het Montafon in het dal aan de rivier de Litz, een zijrivier van de Ill. Vanuit Schruns loopt er een zijdal van het Montafon richting Silbertal. Ook het Hochjoch-bergmassief van de Verwallgroep behoort tot Schruns en is met gondelliften en stoeltjesliften te bereiken. 45,2 procent van de oppervlakte van de gemeente is bebost en 18,1 procent is gebergte.
Buurgemeenten van Schruns zijn Bartholomäberg in het noorden, Silbertal in het oosten, Sankt Gallenkirch in het zuiden en Tschagguns in het westen. De dichtstbijzijnde stad is Bludenz die ongeveer 12 kilometer ten noordwesten van Schruns gelegen is.

## Geboren
- Georg Margreitter (1988), voetballer

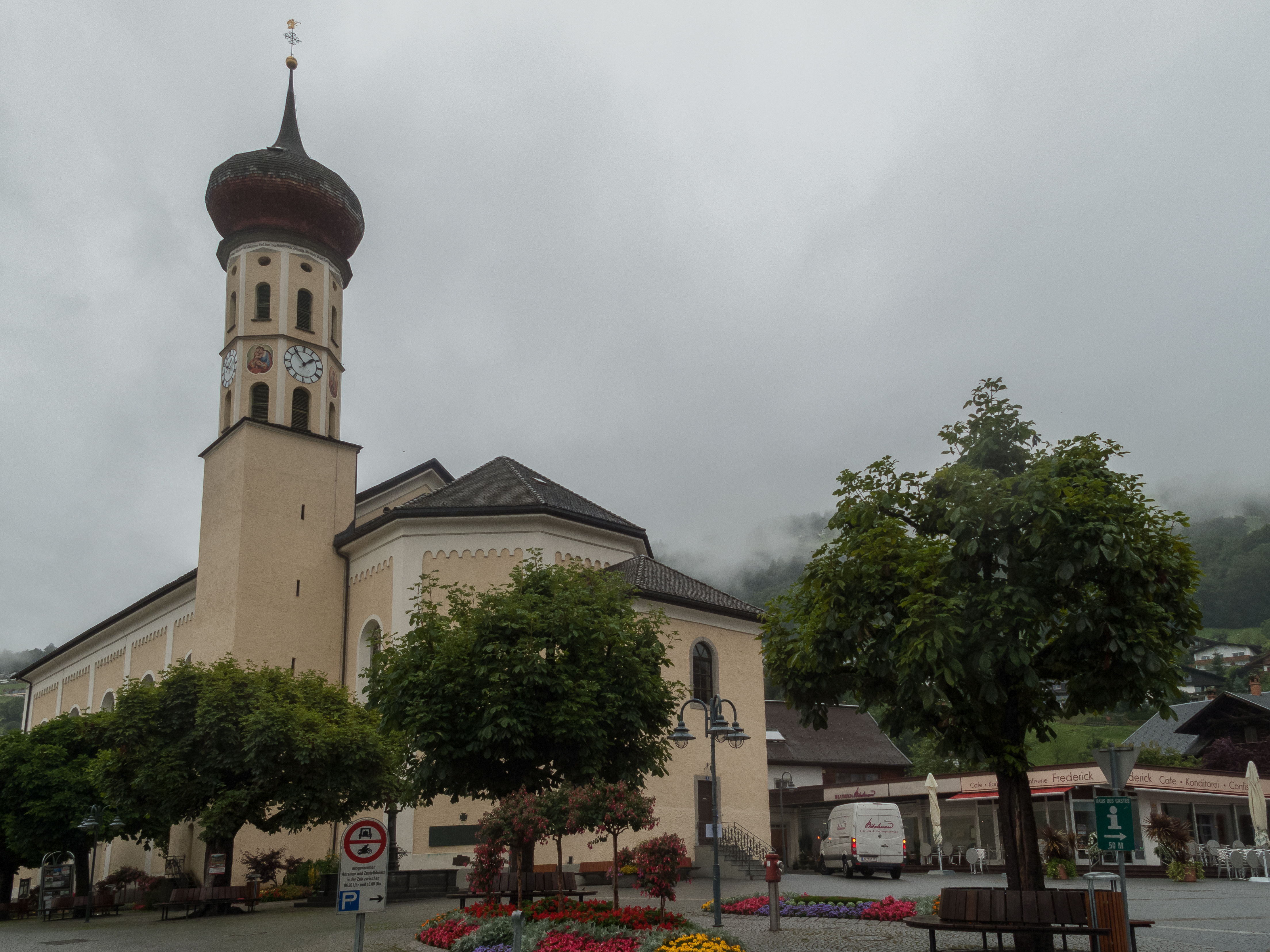
Kerk: katholische Pfarrkirche heilige Jodok

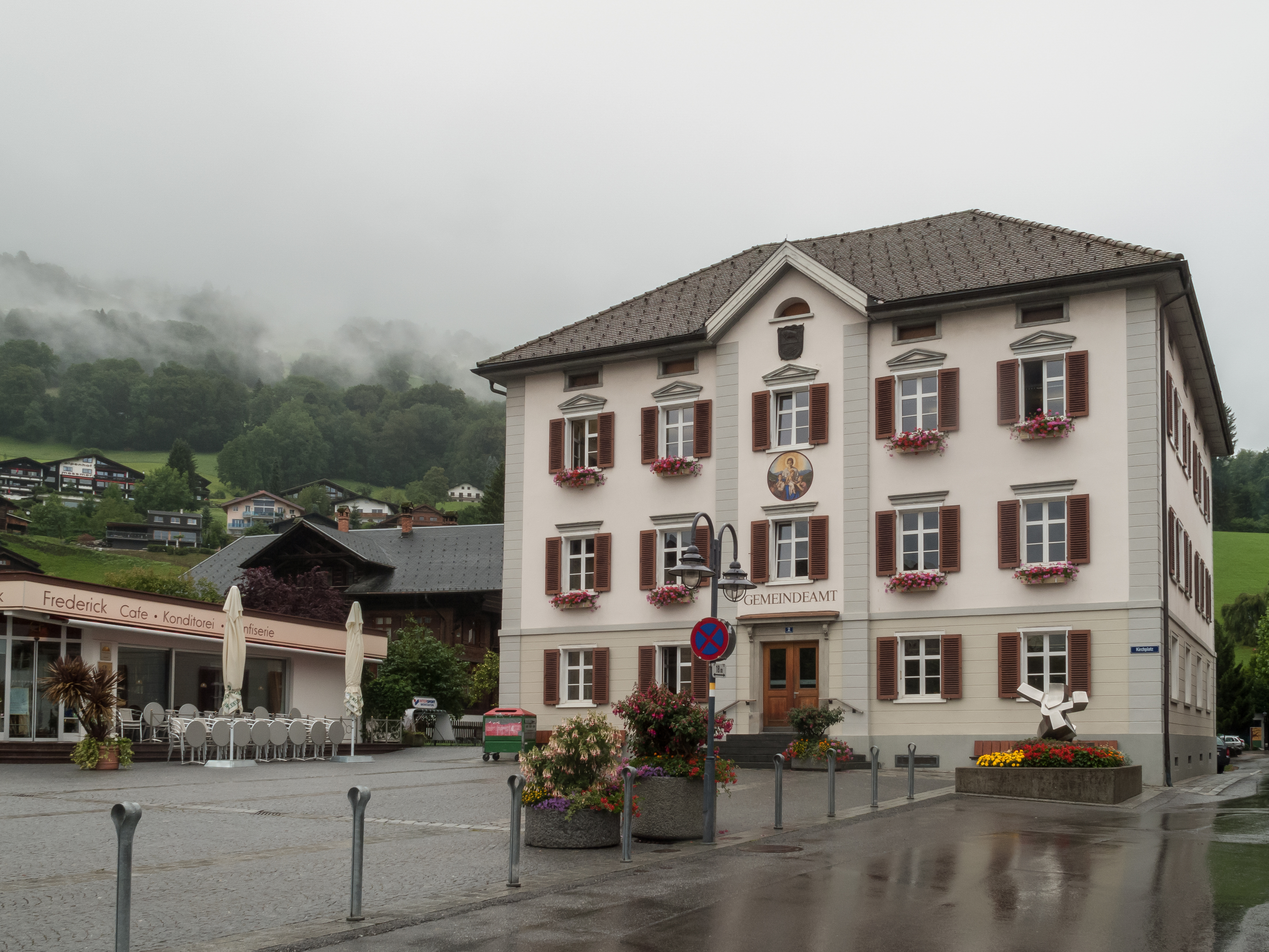
het gemeentehuis van Schruns

- Lukas Mathies (1991), snowboarder

Bartholomäberg · Blons · Bludenz · Bludesch · Brand · Bürs · Bürserberg · Dalaas · Fontanella · Gaschurn · Innerbraz · Klösterle · Lech · Lorüns · Ludesch · Nenzing · Nüziders · Raggal · Sankt Anton im Montafon · Sankt Gallenkirch · Sankt Gerold · Schruns · Silbertal · Sonntag · Stallehr · Thüringen · Thüringerberg · Tschagguns · Vandans
- Gemeinsame Normdatei: 4279133-9
- Library of Congress Control Number: n90612677
- MusicBrainz: c5ac6900-f0c5-4958-8fd3-6948f036ffa3
- Nationale Bibliotheek van Tsjechië: ge369174
- Nationale Bibliotheek van Israël: 987007565142505171
- Virtual International Authority File: 144376178
- WorldCat: E39PBJxhkMyFvC8dKHWXcxWMT3